# Stenospermation ammiticum
Stenospermation ammiticum — вид квіткових рослин із родини кліщинцевих (Araceae), роду Stenospermation. Це ліана, рідним ареалом якої є пд.-сх. Колумбія, Гаяна, Венесуела.